# Kultwagen von Strettweg

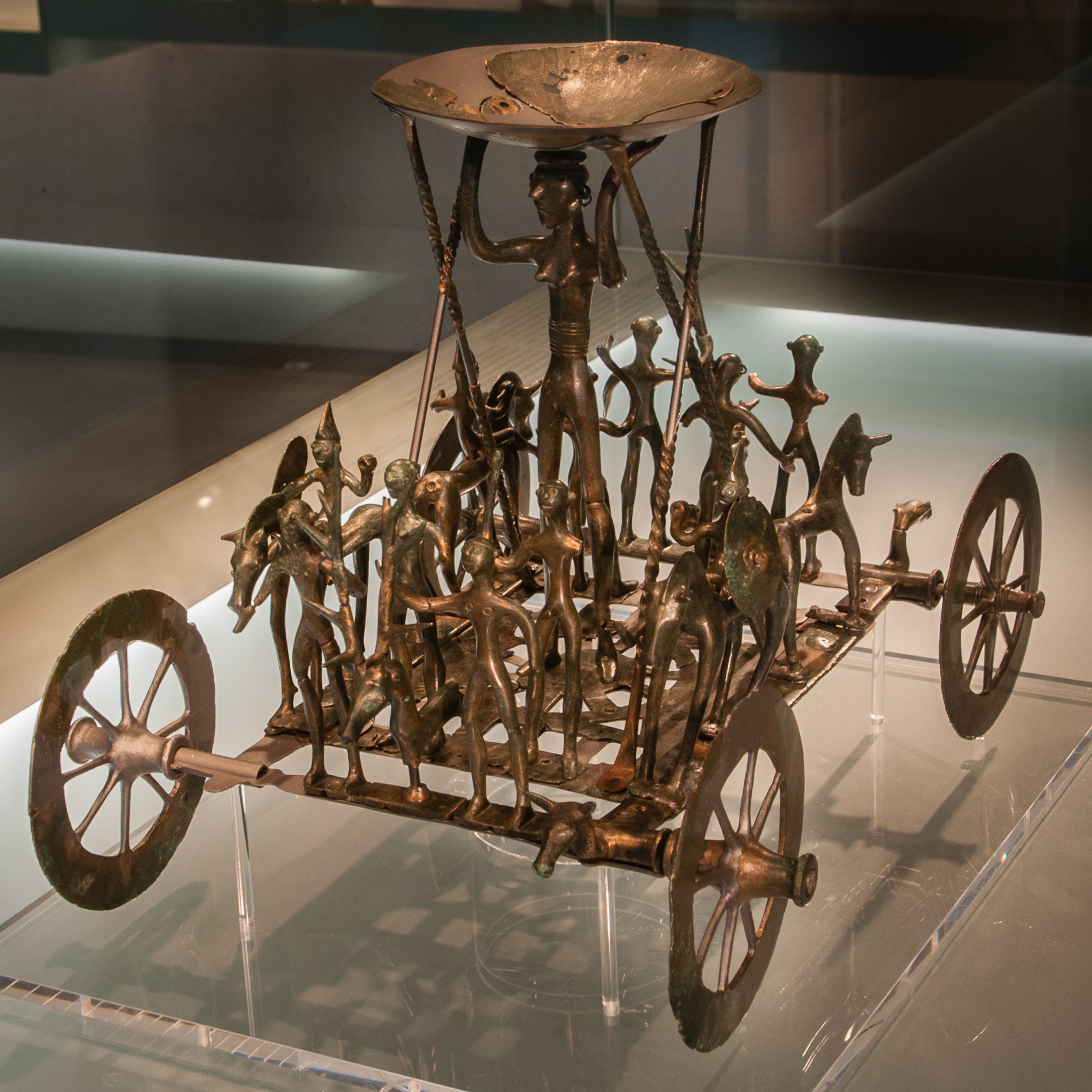
Der Strettweger Opferwagen

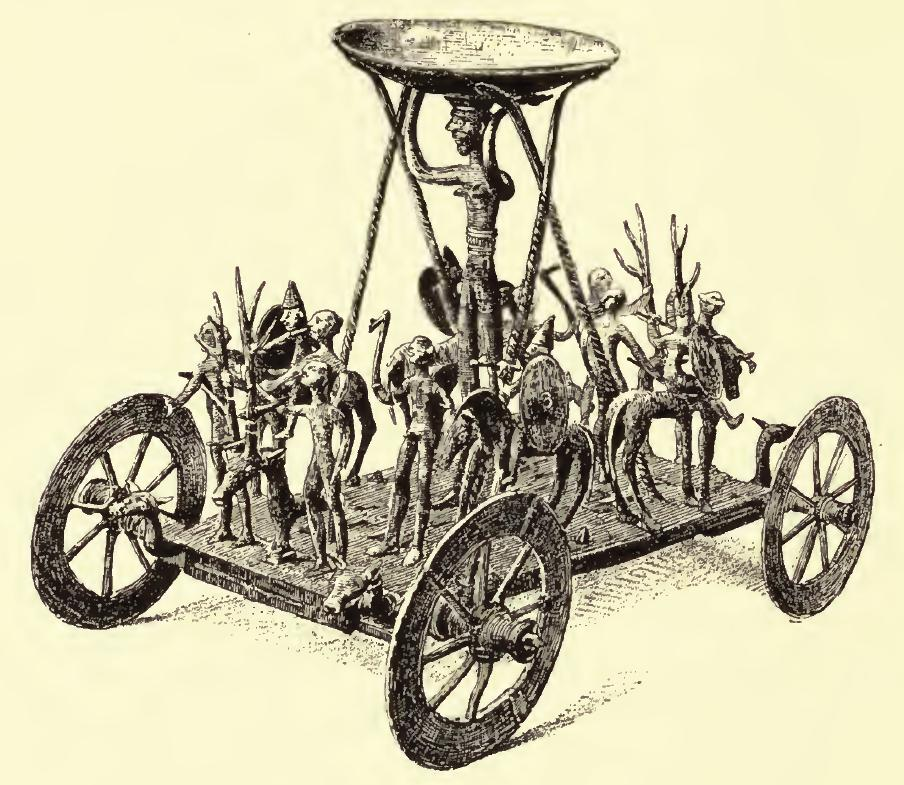
Der Strettweger Opferwagen

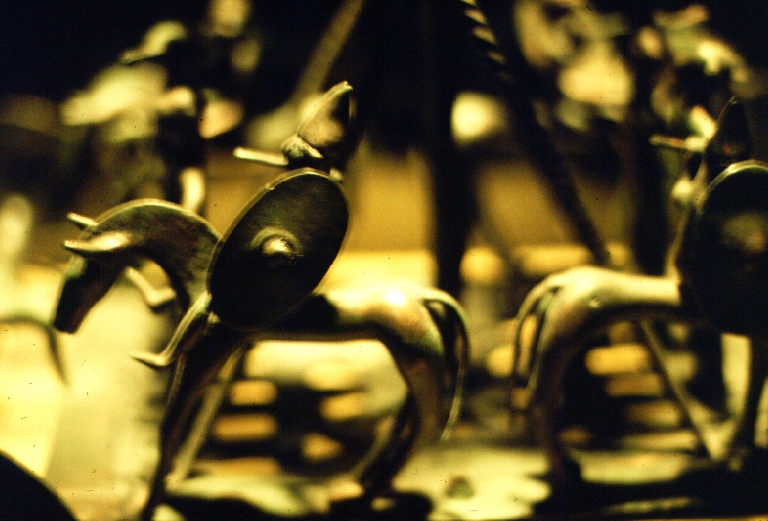
Detail

Der Kultwagen von Strettweg (auch Strettweger Opferwagen) ist ein im 7. Jahrhundert v. Chr. gefertigter bronzener Kultwagen, der 1851 beim Planieren eines Fürstengrabs der Hallstattkultur in Strettweg bei Judenburg in Österreich gefunden wurde. Neben dem Wagen wurden weitere Grabbeigaben, wie Schmuck und Amphoren aus Bronze, eiserne Waffen und Zaumzeug gefunden.
Der 46,2 Zentimeter hohe Wagen besteht aus einer viereckigen, durchbrochenen Grundplatte mit vier Speichenrädern. Zentral auf dem Wagen steht eine etwa 32 Zentimeter hohe weibliche Gestalt, die mit erhobenen Händen einen schalenförmigen Gegenstand trägt. Neben ihr wird die Schale durch zwei scherenförmige Stützen gehalten. Auf der Schale ruht ein nahezu halbkugeliger Kessel, der von einem durchbrochenen Rand mit schneckenförmiger Verzierung abgeschlossen wird. Neben der Kesselträgerin stehen zahlreiche weitere Figuren in Form von stehenden und berittenen Menschen sowie pferde- und hirschähnlichen Tieren. Die dargestellte Szene wird als Opferszene interpretiert. Der Wagen diente vermutlich als Kultobjekt, zur Aufnahme von Trankopfern.
Der Strettweger Opferwagen wurde 2009 restauriert und steht im Original im Archäologiemuseum Schloss Eggenberg, Teil des Universalmuseums Joanneum in Graz. Eine Kopie ist im Museum Murtal in Judenburg ausgestellt. Der Versicherungswert beträgt 50 Millionen Euro.
Im Umfeld des Kultwagengrabes sind bei Grabungen in den letzten Jahrzehnten weitere bedeutende Funde gemacht worden. Hierzu zählen neben den Fürstengräbern in unmittelbarer Nähe u. a. die Siedlung auf dem Falkenberg und ein weiteres Gräberfeld im Pölstal.